# Marcel Gumbs
Marcel Faustiano Augustin Gumbs (sinh 26 tháng 2 năm 1953) là chính trị gia Sint Maarten, giữ chức Thủ tướng Sint Maarten từ ngày 19 tháng 12 năm 2014.